# Casa Barbara Rutherford Hatch
La Casa Barbara Rutherford Hatch  es una casa histórica ubicada en Nueva York, Nueva York. La Casa Barbara Rutherford Hatch se encuentra inscrita  en el Registro Nacional de Lugares Históricos desde el 9 de junio de 1983. 

## Ubicación
La Casa Barbara Rutherford Hatch se encuentra dentro del condado de Nueva York en las coordenadas 40°45′52″N 73°57′57″O / 40.764444, -73.965833.